# Matrícula (vehículos)
La matrícula de un vehículo es una serie alfanumérica que identifica e individualiza el vehículo respecto a los demás.
Dependiendo del tipo de vehículo, puede ir pintado o rotulado en el exterior, o en una placa adherida.

## Matrículas de automóviles
Se representan en una placa metálica o de material plástico en la que se graban o adhieren de forma inalterable los caracteres.
En la mayoría de los países, los automóviles, así como los demás vehículos de una cilindrada de motor mínima, deben llevar sujeta una placa con la matrícula en la parte frontal y otra en la parte trasera, aunque en algunos lugares o en algunos tipos de vehículo solo se exige la placa trasera.

## Matrículas de embarcaciones
Habitualmente va pintado o fijado en ambas amuras de la embarcación, de modo que su tamaño y color sean adecuados, en relación con las dimensiones y colores del buque o embarcación, para que pueda ser fácilmente identificado en la mar.

## Matrículas de aeronaves
En conformidad con el Convenio sobre Aviación Civil Internacional (OACI), todos los aviones civiles deben estar registrados por la autoridad aeronáutica nacional correspondiente y se debe llevar este registro en forma de un documento legal llamado un Certificado de Registro en todo momento durante la operación de la aeronave. La mayoría de los países requieren también que la matrícula se coloque en una placa a prueba de fuego sobre el fuselaje a efectos de una investigación posterior a un accidente donde el avión haya ardido.

## Matrículas de trenes
Cada locomotora, automotor y coche motor tiene una matrícula internacional normalizada por la Unión Internacional de Ferrocarriles compuesta de doce dígitos. 